# 納見敏郎

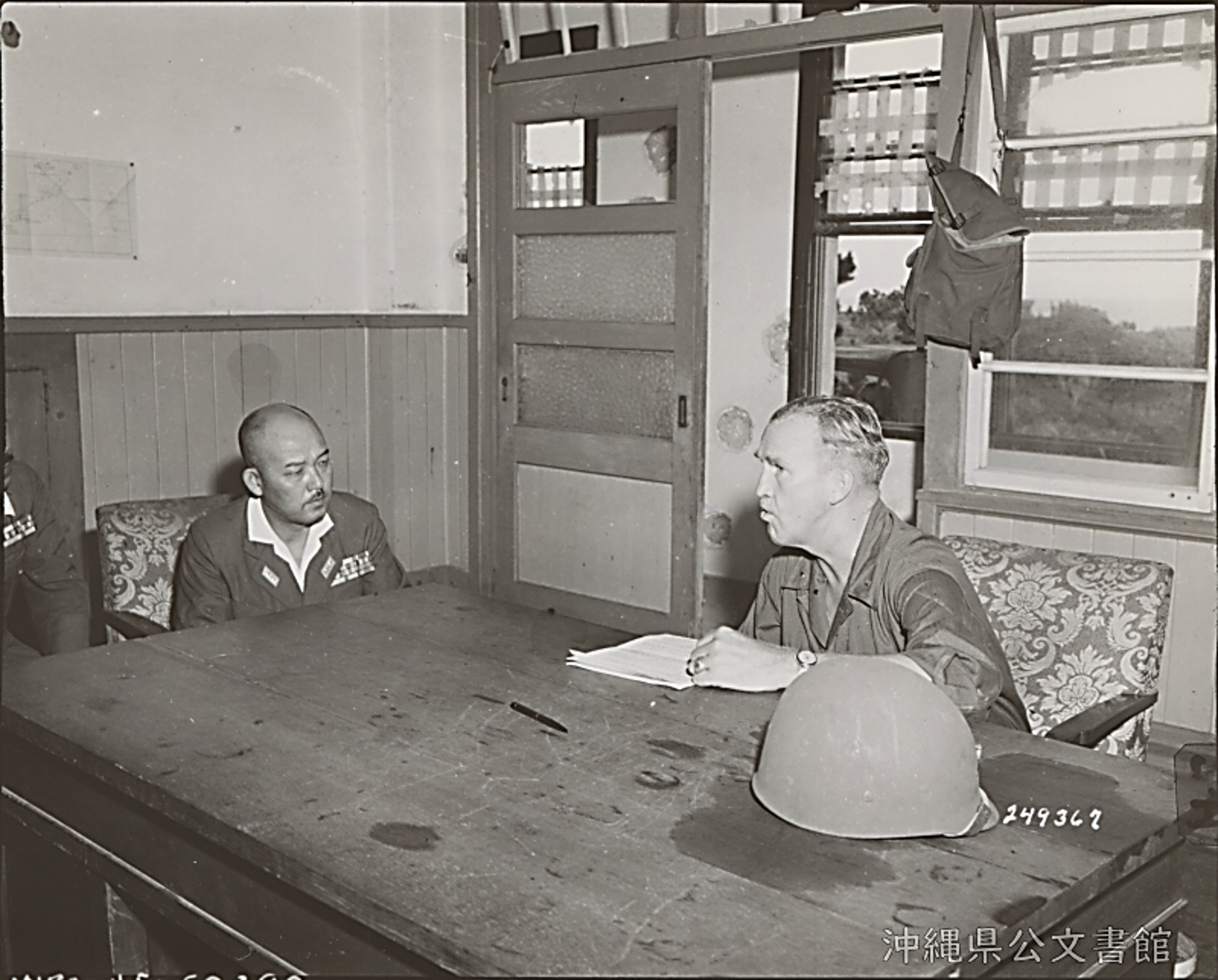
宮古島での武装解除後、J・K・キャノン准将と納見敏郎中将の初の公式会談。(1945年9月26日)

納見 敏郎（のうみ としろう、1894年（明治27年）6月20日 - 1945年（昭和20年）12月13日）は、日本陸軍の軍人。最終階級は陸軍中将。太平洋戦争終戦時の先島群島（沖縄）日本軍司令官。

## 経歴
広島県出身。1915年（大正4年）、陸軍士官学校を卒業（27期）し陸軍少尉となる。1925年（大正14年）、陸軍大学校卒業（37期）。
1935年（昭和10年）、第14師団参謀、1937年（昭和12年）、教育総監部庶務課長、陸軍大佐、1938年（昭和13年）、歩兵第41連隊長、1940年（昭和15年）、憲兵司令部本部長、陸軍少将・上海憲兵隊長、1942年（昭和17年）、陸軍憲兵学校長となる。1944年（昭和19年）1月、台湾憲兵隊司令官、同年6月、陸軍中将となる。
1945年（昭和20年）1月12日、沖縄宮古島駐留の第28師団長に着任。同年3月26日から沖縄戦が始まり、多数の民間人を巻き込む泥沼の死闘となった。嘉手納の米琉球兵団（第10軍の後身）司令部で南西諸島の全掃討戦を続けた米軍は、同年7月2日にアイスバーグ作戦の終了を宣言。しかし、宮古島及び石垣島への米軍上陸はなく、8月15日の終戦を迎える。8月29日、沖縄本島において最後まで抵抗した歩兵第32連隊はポツダム宣言の受諾を知り停戦。9月2日、日本政府が降伏文書調印。
9月7日、沖縄では南西諸島の全日本軍を代表して先島群島日本軍司令官納見が奄美群島日本陸軍司令官高田利貞少将と奄美群島日本海軍司令官加藤唯雄海軍少将を引き連れ、
嘉手納のアメリカ軍基地を訪問。ジョセフ・スティルウェル米国陸軍大将との降伏文書に調印。これにより沖縄戦が公式に終了。
12月2日、連合国はA級戦犯として納見の逮捕命令を出すが、納見は宮古島に渡り、12月13日に自決。場所は陸軍宮古島中飛行場の電波探知機などがならぶ野原岳の陣地から東側である。